# 강도군
강도군(江都郡)은 수나라때 설치된 중국의 옛 군으로, 장쑤성의 지급시인 양저우시의 전신이다.

## 연혁
551년(북제 고양 천보 2년), 양나라를 공격하여 장강이북지역을 점령한 북제는 남연주의 이름을 동광주(東廣州)로 개명했다. 북제가 혼란에 빠짐에 따라 진나라를 세운 진패선이 회수이남의 상당부분을 수복하면서 동광주가 남연주로 개명되었다. 그러나 558년(북제 고양 천보 9년), 회남지방을 수복한 진나라가 북주에게 다시 회남지방을 상실하면서 북주가 차지하게 되었고 남연주는 오주(吳州)로 개명되었다. 수나라 개국 이후 589년(수 문제 개황 9년), 오주가 양주(揚州)로 개명되었고 총관부가 설치되었다. 607년(수 양제 대업 3년) 군현제가 실시되면서 양주가 폐지되고 강도군(江都郡)이 설치되었다. 강도군 시절에는 16현 115,524호를 거느렸다. 617년(수 양제 대업 13년), 수 양제는 자신의 폭정으로 민란이 일어나자 이 지역으로 이주, 본군의 강도궁에서 생활했다가 우문화급에게 살해당했다. 수말당초에는 군벌 두복위가 차지하게 되었다.
| 현명   | 한자   | 대략적 위치                             | 비고 |
| ------ | ------ | --------------------------------------- | --- |
| 강양현 | 江陽縣 | 양저우시 양주고성                       | 북제시기 광릉군, 강양군이 설치되었으나 개황초기 군이 폐지되며 광릉현(廣陵縣)으로 격하되었다. 598년(수 문제 개황 18년) 광릉현이 한강현(邗江縣)으로 개명되었다. 대업초기 지금의 이름으로 개명되었다. 현내에 강도궁(江都宮), 양자궁(揚子宮)이 있었다. |
| 강도현 | 江都縣 | 양저우시                                | |
| 해릉현 | 海陵縣 | 타이저우시 태주 고성                    | 개황초기 해릉군이 폐지되면서 현으로 격하되었으며, 건릉현(建陵縣)이 통폐합되었다. 얼마 뒤 강포현(江浦縣)이 신설되었으나 대업초기 통폐합되었다. |
| 영해현 | 寧海縣 | 타이저우시 타이싱시 고계진(古溪鎭) 일대 | 582년(수 문제 개황 2년) 여고현(如皋縣, 現 난퉁시 루가오시)이 통폐합되었다. |
| 고우현 | 高郵縣 | 양저우시 가오유시                       | 양나라 때 죽당현(竹塘縣), 삼귀현(三歸縣)이 신설되었고 광업군(廣業郡)으로 분리되었다. 이후 광업군이 신농군(神農郡)으로 개명되었다. 개황초 신농군이 폐지되면서 현으로 격하되었다. 그리고 죽당현, 삼귀현, 임택현(臨澤縣)이 통폐합되었다. |
| 안의현 | 安宜縣 | 양저우시 바오잉현 안의진(安宜鎭) 서남   | 양나라 때 양평군(陽平郡), 동완군(東莞郡)이 설치되었는데 개황 초 폐지되며 현으로 격하되었다. 그리고 석별현(石鱉縣)이 통폐합되었다. 현내에 백마호(白馬湖)가 있었다. |
| 산양현 | 山陽縣 | 화이안시 화이안구                       | 개황초기 산양군이 양주에 통폐합되었다. 592년(수 문제 개황 12년), 초주(楚州)로 분리되었다. 대업 초기 초주가 통폐합되면서 본 군으로 내속되었다. 그리고 북위때 회음군(淮陰郡)이 있었는데, 이 군은 동위때 회주(淮州)로 승격되었다. 북제 시기 교치된 노현(魯縣), 부릉현(富陵縣)을 합하여 회은현(懷恩縣)이 만들어졌다. 이 현은 북주 때 수장현(壽張縣)으로 개명되어 동평군이 교치되었다. 581년(수 문제 개황 원년) 동평군이 회음군으로 바뀌었고 초주에 속했으나 얼마못가 폐지되었고 회음현으로 격하되었다. 회음현은 대업 초 초주가 통폐합되면서 산양현에 통폐합되었다. |
| 우이현 | 盱眙縣 | 화이안시 쉬이현 산구문촌(山口門村)일대  | 북위 때 우이군(盱眙郡)이 설치되었던 곳이다. 진나라 때 북초주(北譙州)로 분리되었으나 얼마못가 폐지되었다. 개황 초기 우이군이 통폐합되면서 고성현(考城縣), 직독현(直瀆縣), 양성현(陽城縣)이 통폐합되었다. 현내에 도량산(都梁山)이 있었다. |
| 염성현 | 鹽城縣 | 옌청시 팅후구 염성고성                  | 북제 때 사양군(射陽郡)이 설치되었는데, 진나라 때 사양군이 염성군(鹽城郡)으로 개명되었다. 개황 초기 염성군이 통폐합되면서 염성현으로 격하되었다. |
| 청류현 | 淸流縣 | 추저우시 북 서문가도(西門街道)일대      | 본래 교치된 돈구현(頓丘縣)에서 신창군(新昌郡)과 남초주(南譙州)이 설치되었다. 개황 초기, 남초주가 저주(滁州)로 개명되면서 신창군이 폐지되고 낙거현(樂鉅縣), 고당현(高塘縣)이 돈구현에 통폐합되었고 돈구현은 신창현(新昌縣)으로 개명되었다. 598년 지금의 이름으로 개명되었다. 대업 초기 저주가 폐지되면서 강도군의 속현으로 내속되었다. 현내에 백선산(白禪山), 곡정산(曲亭山)이 있었다. |
| 전초현 | 全椒縣 | 추저우시 취안자오현                     | 양나라 때 북초군(北譙郡) 북초현(北譙縣)이었다. 북제 때 북초군이 임저군(臨滁郡), 북주 때 임저군이 다시 북초군으로 개명되었다. 개황 초기 북초군이 폐지되면서 북초현이 저수현(滁水縣)으로 개명되었다. 대업 초기 저수현에서 전초현으로 개명되었다. 현내에 동관산(銅官山), 구두산(九頭山)이 있었다. |
| 육합현 | 六合縣 | 난징시 루허구                           | 본래 남조에서 교치된 진군(秦郡) 위씨현(尉氏縣)이었다. 북제 때 진군에서 진주(秦州)로 승격되었고, 북주 때 진주에서 방주로 개명되고 진군은 육합군으로 개명되었다. 개황 초 육합군이 폐지되었다. 584년(수 문제 개황 4년) 위씨현이 육합현으로 개명되고 당읍현(堂邑縣), 방산현(方山縣)이 통폐합되었다. 대업 초 방주가 양주에 통폐합되면서 본군으로 내속되었다. 또한 북제 때 와양군(瓦陽郡)이 설치되었으나 진나라 때 폐지되었다. 현내에 과보산(瓜步山), 육합산(六合山)이 있었다.                                                                                       |
| 영복현 | 永福縣 | 추저우시 톈창시 석양진(石梁鎭) 서       | 양나라 때 패현(沛縣)에 경성군(涇城郡), 동양군(東陽郡)이 설치되었다. 진나라에선 2군이 양군(梁郡)으로 합병되었다. 북주에선 양군이 석량군(石樑郡)으로 개명되었고 패현은 석량현(石樑縣)으로 개명되었으며 횡산현(橫山縣)이 통폐합되었다. 개황 초기 석량군이 폐지되었고 대업 초기 지금의 이름으로 개명되었다. 현내에 향산(香山), 영복산(永福山)이 있었다. |
| 구용현 | 句容縣 | 전장시 쥐룽시                           | 현내에 모산(茅山), 부산(浮山), 사평산(四平山)이 있었다. |
| 연릉현 | 延陵縣 | 전장시                                  | 본래 남서주, 남동해군이 있었는데, 양나라 때 난릉군으로 개명되었다. 진나라 때 동해군으로 개명되었다. 589년 남서주와 동해군이 폐지되었고 단도현(丹徒縣)이 통폐합되었다. 595년 윤주(潤州)가 분리되었다가 대업 초기 강도군에 통폐합되었다. 현내에 구려산(句驪山), 황곡산(黃鵠山), 산산(蒜山), 장당호(長唐湖)가 있었다. |
| 곡아현 | 曲阿縣 | 전장시 단양시                           | 양나라 때 무진현(武進縣)이 난릉현(蘭陵縣)으로 개명되었고 589년 본현에 통폐합되었다. |

1. ↑  《수서》 31권 지 제26 지리 下 양주 강도군